# Capheris brunnea
Capheris brunnea es una especie de araña del género Capheris, familia Zodariidae. Fue descrita científicamente por Marx en 1893.
Habita en Congo.